# Ceriagrion corallinum
Ceriagrion corallinum é uma espécie de libelinha da família Coenagrionidae.
Pode ser encontrada nos seguintes países: Angola, Botswana, Camarões, República Democrática do Congo, Costa do Marfim, Gana, Libéria, Namíbia, Nigéria, Serra Leoa, Sudão, Uganda, Zâmbia e possivelmente em Malawi.
Os seus habitats naturais são: florestas subtropicais ou tropicais húmidas de baixa altitude, pântanos, lagos de água doce, lagos intermitentes de água doce, marismas de água doce e marismas intermitentes de água doce.